# Scottolana brevifurca
Scottolana brevifurca är en kräftdjursart. Scottolana brevifurca ingår i släktet Scottolana och familjen Canuellidae. Inga underarter finns listade i Catalogue of Life.